# Aeroportul Internațional Jinnah
Aeroportul Internațional Jinnah (IATA: KHI, ICAO: OPKC) este un aeroport din Karachi, Sindh, Pakistan ce deservește zona Karachi. Aeroportul a fost tranzitat în 2017 de 7.267.582 de pasageri. A fost deschis în 1929 și numit după Mohammad Ali Jinnah⁠(d).
Situat la o altitudine de 30 m, aeroportul dispune de 2 piste.

## Infrastructură

### Piste
Aeroportul dispune de 2 piste. Pista 07R/25L are suprafața de beton și dimensiunile 3.400 m × 45 m. Pista 07L/25R are suprafața de beton și dimensiunile 3.200 m × 45 m. 